# Sierra de Tunahí
La sierra de Tunahí es una cadena montañosa en Colombia. Se encuentra ubicada en el departamento del Guaviare, en el suroriente del país, a 400 km de Bogotá, la capital nacional.
El clima es tropical subtropical. La temperatura promedio es de 22 °C. El mes más cálido es enero, con 24 °C, y el más frío junio, con 19 °C. La precipitación media es de 3.623 milímetros al año. El mes más húmedo es junio, con 457 milímetros de lluvia, y enero, el más húmedo, con 120 milímetros.